# سوپر جام اروپا ۱۹۹۱
فینال سوپر جام اروپا ۱۹۹۱، رقابت پایانی سوپر جام اروپا است که مابین دو تیم باشگاه فوتبال منچستر یونایتد و باشگاه فوتبال ستاره سرخ بلگراد در الدترافورد، منچستر برگزار شده‌است.
این مسابقه که در تاریخ ۱۹ نوامبر ۱۹۹۱ انجام شده‌است با نتیجه ۱ بر ۰ به سود باشگاه فوتبال منچستر یونایتد به پایان رسید.